# Oberwart
Oberwart (in austro-bavarese Owawart, in ungherese Felsőőr, in croato Gornja Borta) è un comune austriaco di 7 425 abitanti nel distretto di Oberwart, in Burgenland, del quale è capoluogo e centro maggiore; ha lo status di città capoluogo di distretto (Bezirkshauptstadt). Abitato anche da ungheresi del Burgenland, è un comune bilingue. Fu la capitale dell'effimero Banato di Leithania.

## Sport
In città ha sede la squadra di pallacanestro Oberwart Gunners vincitrice di alcuni titoli nazionali.